# Podvis, Nordmakedonien
Podvis (makedonska: Подвис) är en ort i Nordmakedonien.   Den ligger i kommunen Krivogaštani, i den centrala delen av landet, 70 kilometer söder om huvudstaden Skopje. Podvis ligger 602 meter över havet och antalet invånare är 232.